# Elk City (Oklahoma)
Elk City ist eine Stadt im Beckham County im US-amerikanischen Bundesstaat Oklahoma. Das U.S. Census Bureau hat bei der Volkszählung 2020 eine Einwohnerzahl von 11.561 ermittelt. Elk City liegt an der Autobahn Interstate 40 und der historischen Route 66 im Südwesten Oklahomas, ca. 180 km westlich von Oklahoma City und 210 km östlich von Amarillo.

## Geografie
Elk City liegt auf 588 Metern über dem Meeresspiegel und hat eine Fläche von 38,6 km², wovon 37,9 km² Land- und 0,7 km² Wasserfläche sind.

## Geschichte

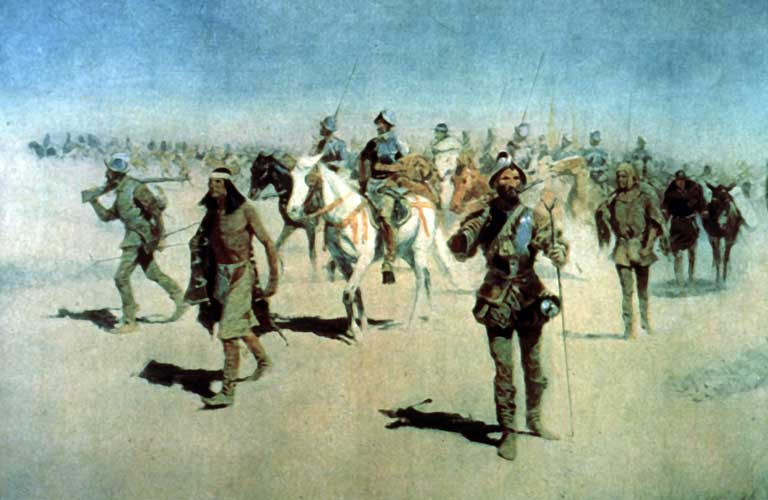
Coronado zieht gen Norden, von Frederic Remington, 1861–1909

1541 erreichte Francisco Vázquez de Coronado als erster Europäer die Region. Die spanischen Konquistadorer zog noch Nordwesten auf der Suche nach einer Stadt namens Quivira, der ein sagenhafter Goldreichtum nachgesagt wurde. Obwohl Coronados Reiseroute unbekannt ist, ist es sehr wahrscheinlich, dass seine Expedition den Ort des heutigen Elk City oder die nähere Umgebung berührt hat.
Elk Citys Geschichte begann unmittelbar nach der Öffnung der Cheyenne- und Arapaho-Reservate im westlichen Oklahoma-Territorium zur Besiedlung am 19. April 1892. Zuvor wurde bereits regelmäßig Vieh auf dem „Great Western Cattle Trail“ von Texas nach Kansas durch das heutige Stadtgebiet getrieben.
Die Gründung Elk Citys war die Idee von Beeks Erick, M.G. Robinson, Charles H. Dewaide, J.N. Cook und B.C. Hendricks – alle aus Weatherford (Oklahoma) – nachdem sie die Route der Choctaw-Oklahoma-Golf-Eisenbahn erfahren hatten. Sie gründeten die „Choctaw Stadt- und Entwicklungsgesellschaft“ und entschieden, am Kopf des Elk Creek an der neuen Eisenbahn eine Stadt zu errichten. Am 20. März 1901 wurden die ersten Grundstücke verkauft auf einem Gebiet, das die Gesellschaft nur wenige Tage vorher von einem Siedler erworben hatte. Am 31. August 1901 erhielt die Stadt ihren lebenswichtigen Eisenbahnanschluss.
Im Januar 1902 gab es in Elk City bereits mehr als 60 Unternehmen und die Einwohnerzahl überschritt die 1000.  Noch nicht einmal ein Jahr alt, war der Ort schon einer der größten im westlichen Oklahoma. Trotz zweier verheerender Brände (am 28. Oktober 1903 und im März 1906) wuchs Elk City kontinuierlich zu einem bedeutenden Standort für Verkehr und Wirtschaft. Bei der Staatsgründung 1907 hatte sich seine Bevölkerung auf 3000 verdreifacht.

## Wirtschaft
Heute ist Elk City ein wichtiger Handelsplatz für West-Oklahoma und Teile von Nord-Texas mit einem Einzugsgebiet innerhalb eines Umkreises von ca. 90 Kilometern. Bedeutende Wirtschaftszweige sind Erdöl, Landwirtschaft, Windenergie, Tourismus, Maschinenbau und das Gesundheitswesen. Da Elk City über einer reichen Öl- und Erdgaslagerstätte liegt, bildet die Erdölindustrie den Kern der lokalen Wirtschaft. Da die historische Route 66 Elk City durchquert, hat sich auch eine vielschichtige Museumslandschaft in der Stadt entwickelt.

## Bekannte Einwohner
- W. Craig Broadwater (1950–2006), Bundesrichter
- Richard Hart (* 1955), Jazz-Gitarrist
- Justin McBride (* 1979), Weltmeister im Bullenreiten
- Kelli O’Hara (* 1976), Schauspielerin, Sängerin und Songwriterin
- Susan Powell (* 1959), Miss America 1981
- Joe Spencer (* 1923), Footballspieler
- Jimmy Webb (* 1946), Songwriter
- Grant Woods (1954–2021), Politiker und Attorney General von Arizona

## Attraktionen
- Casa Grande Hotel
- Hedlund Motor Company Building
- Storm House
- Whited Grist Mill
- National Route 66 Museum Complex
- Country Dove Gifts and Tea Room
- Elk City besitzt fünf Museen: das Old Town Museum, das National Route 66 Museum, das National Transportation Museum, das Farm and Ranch Museum, und das Blacksmith Museum.[5]

## Zeitungen
- The Elk City Daily News, seit 1901
- Elk Citian, seit 2003